# Lijst van Deventenaren
Deze lijst van Deventenaren betreft bekende personen die in de stad Deventer in de Nederlandse provincie Overijssel zijn geboren, overleden of woonachtig zijn geweest.

## Geboren in Deventer

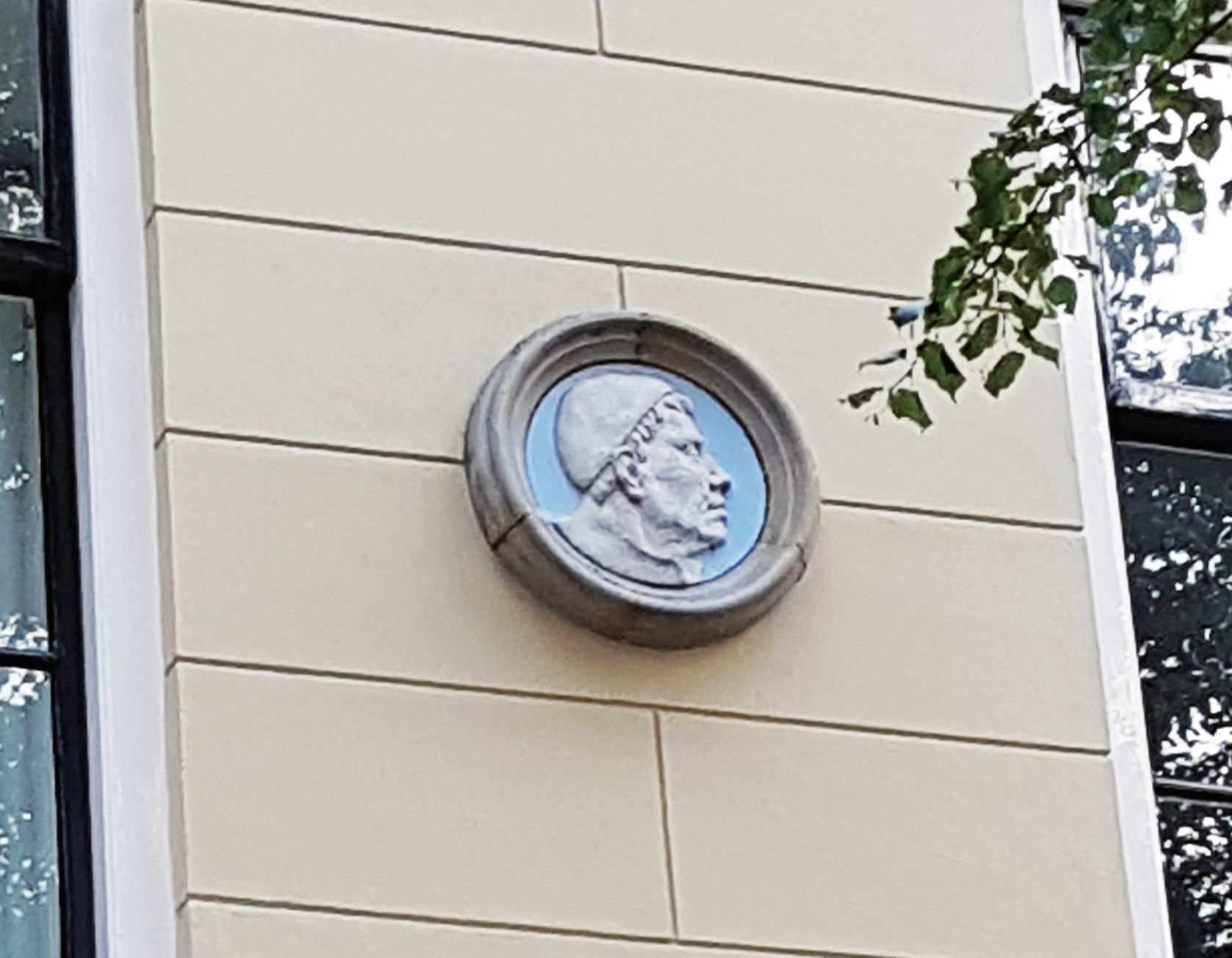
Geert Grote (1340)

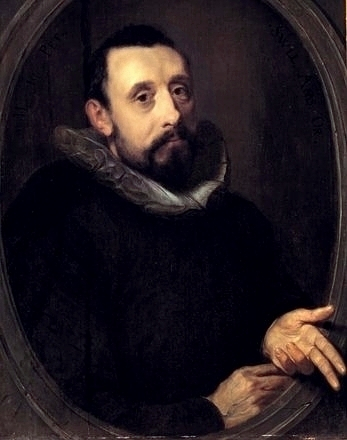
Jan Pieterszoon Sweelinck (1562)

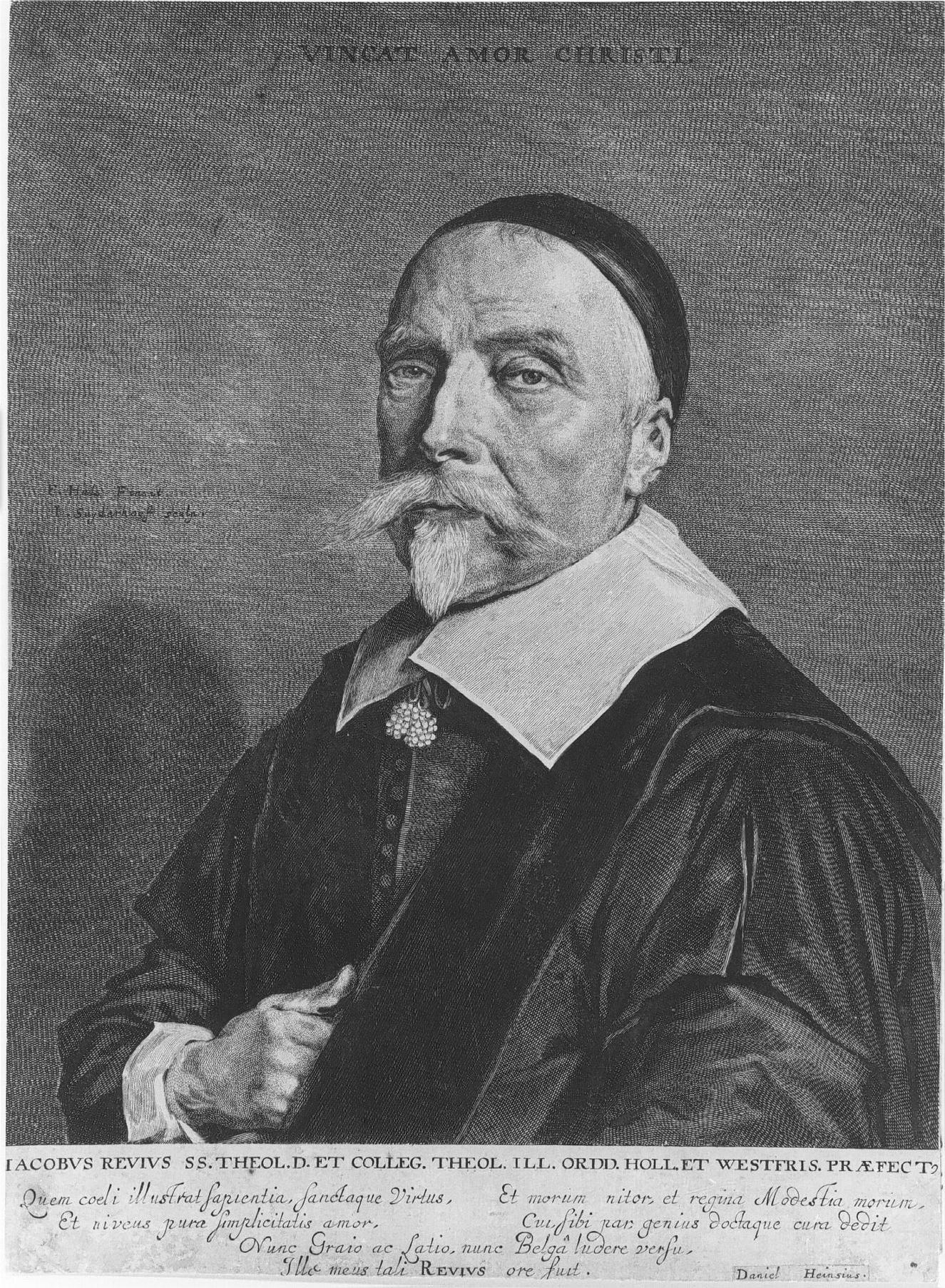
Jacobus Revius (1586)

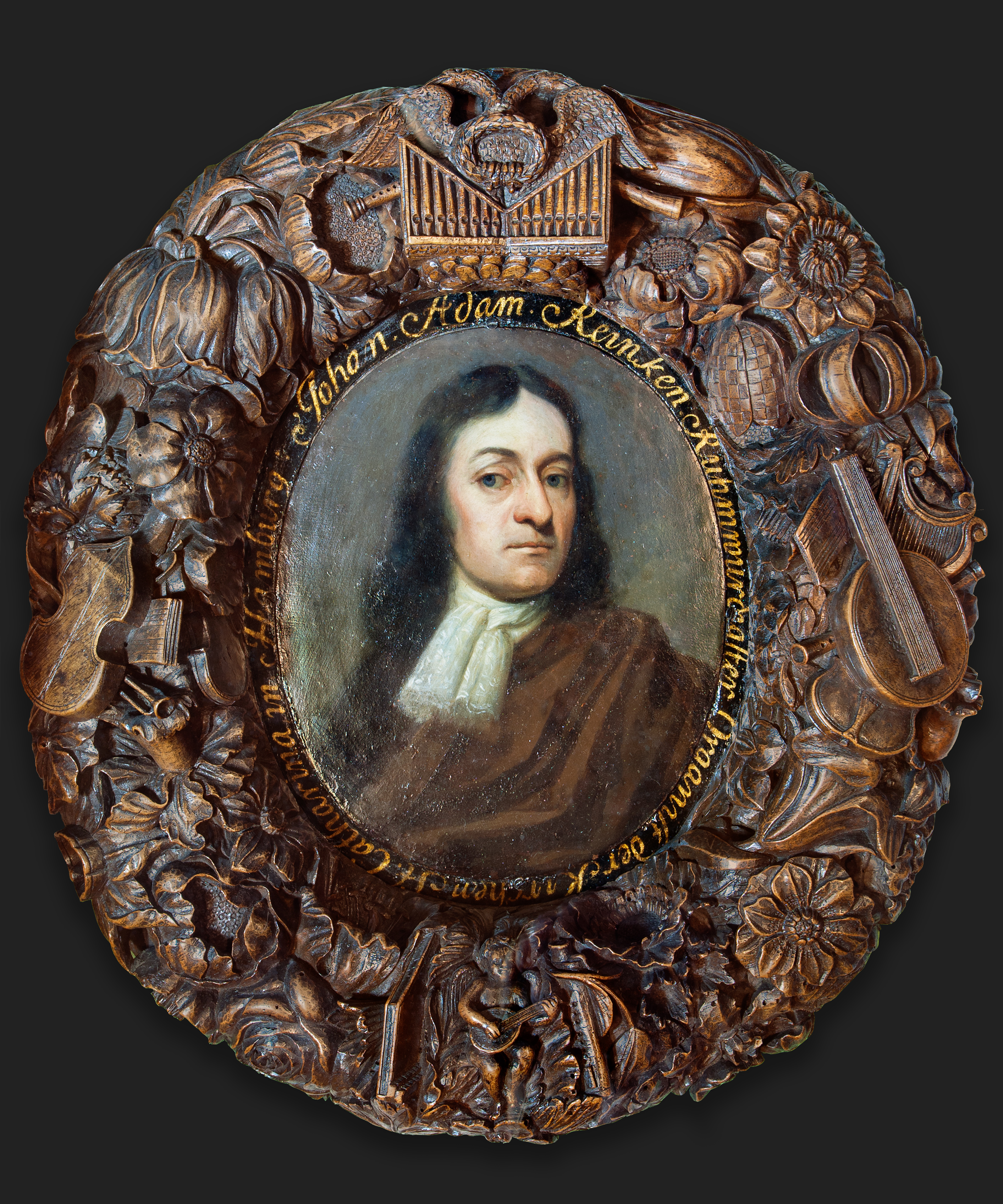
Johann Adam Reincken (1643)

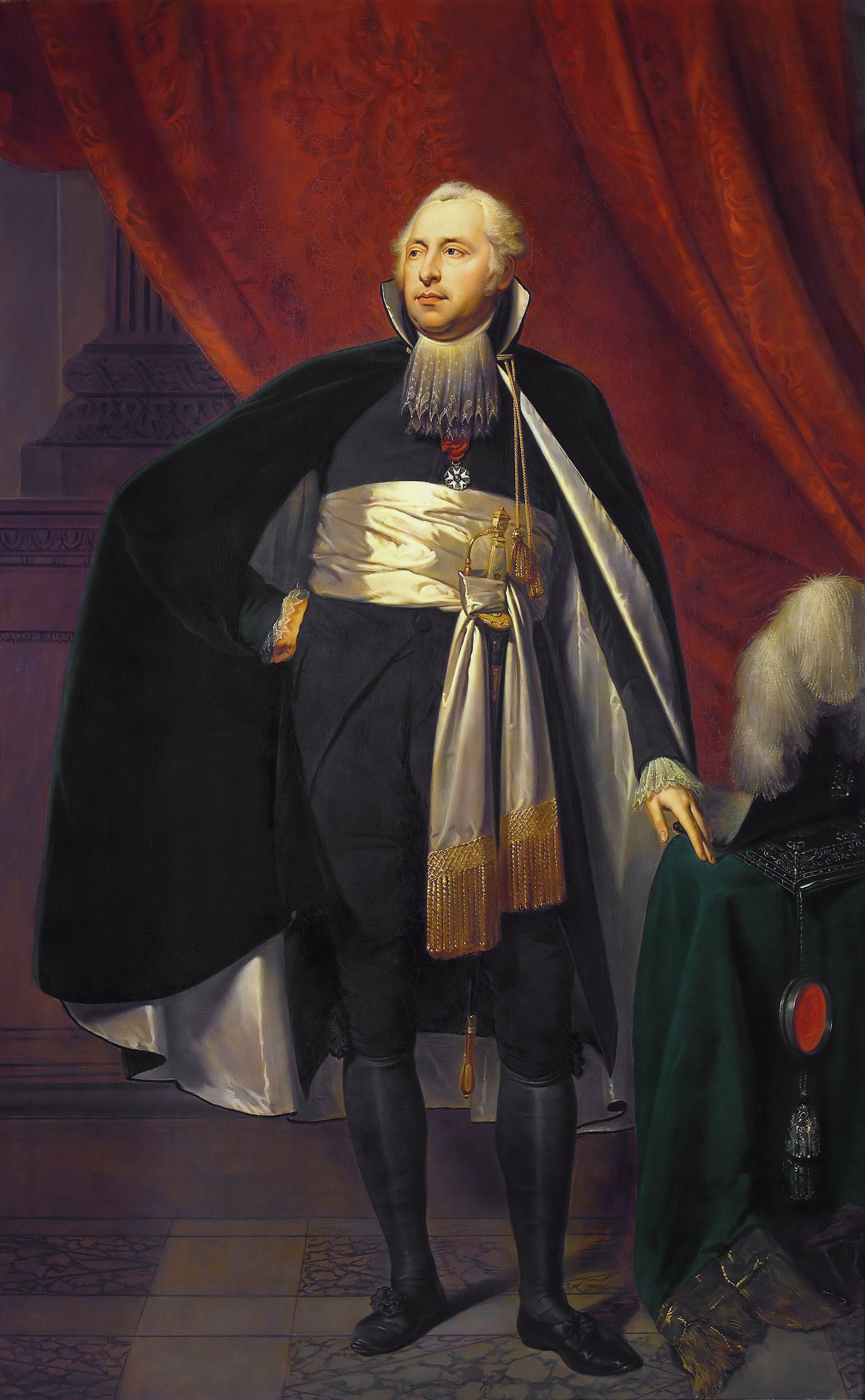
Rutger Jan Schimmelpenninck (1761)

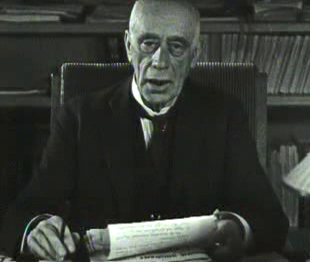
Henri Marchant (1861)

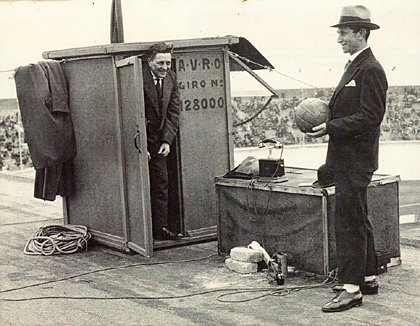
Han Hollander (1886)

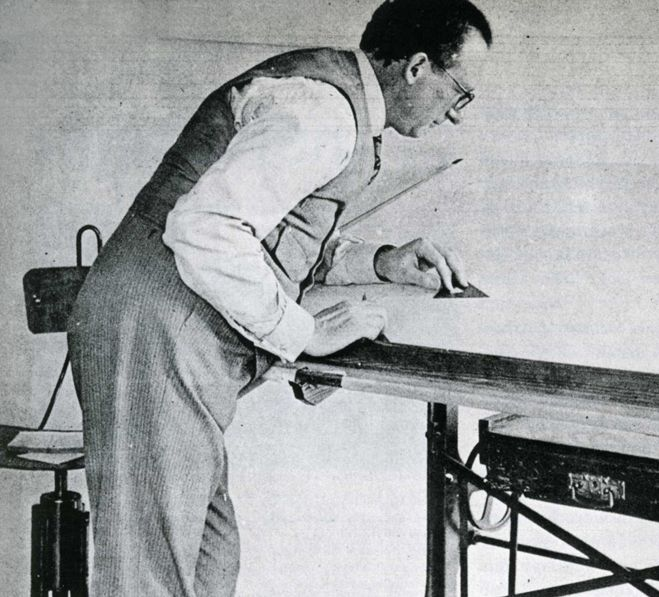
Willem Gerrit Witteveen (1891)

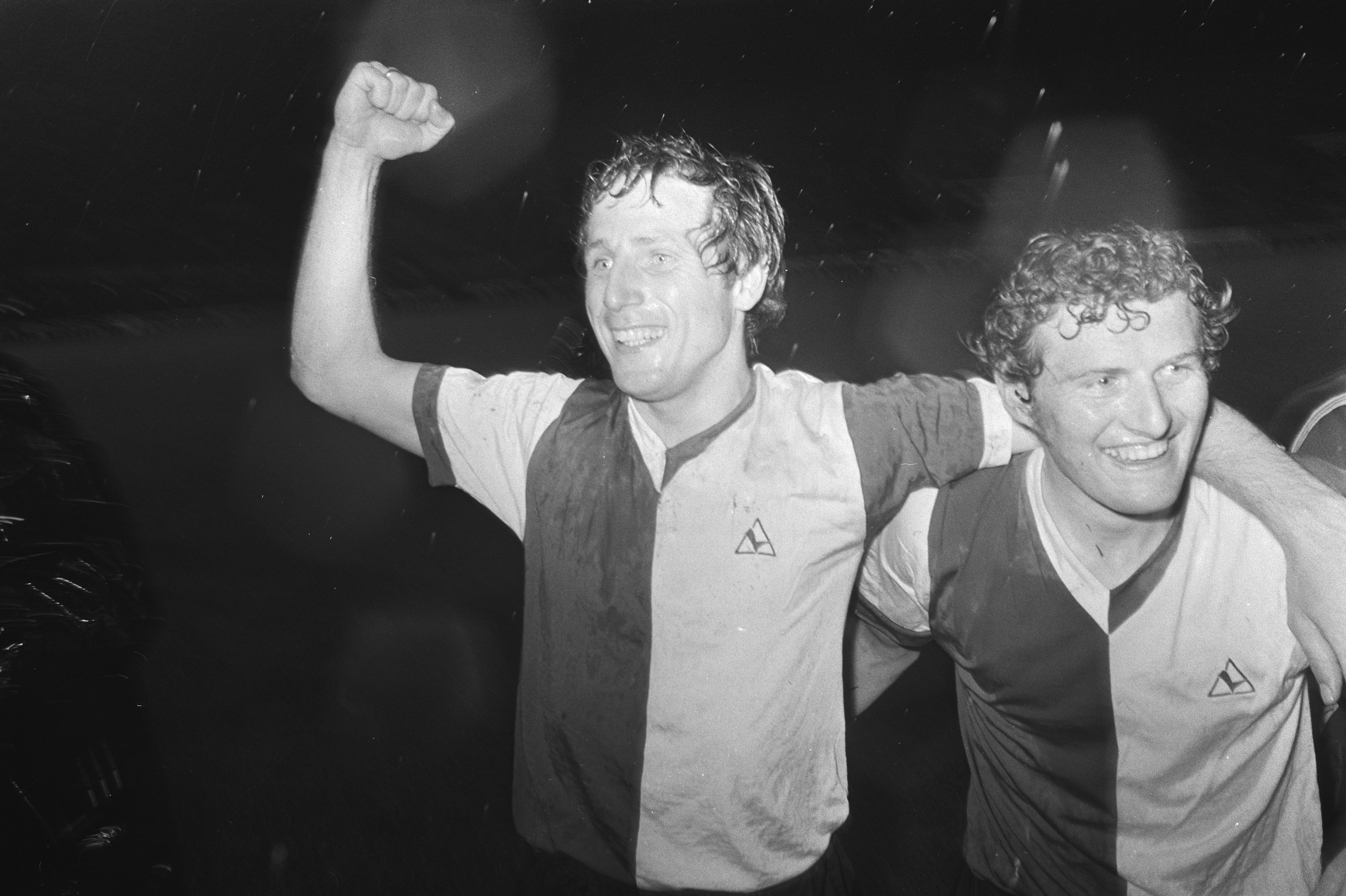
Dick Schneider juicht (1948)

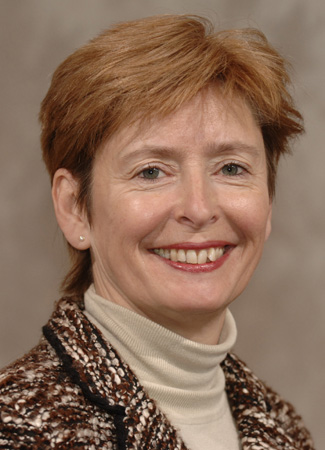
Guusje ter Horst (1952)

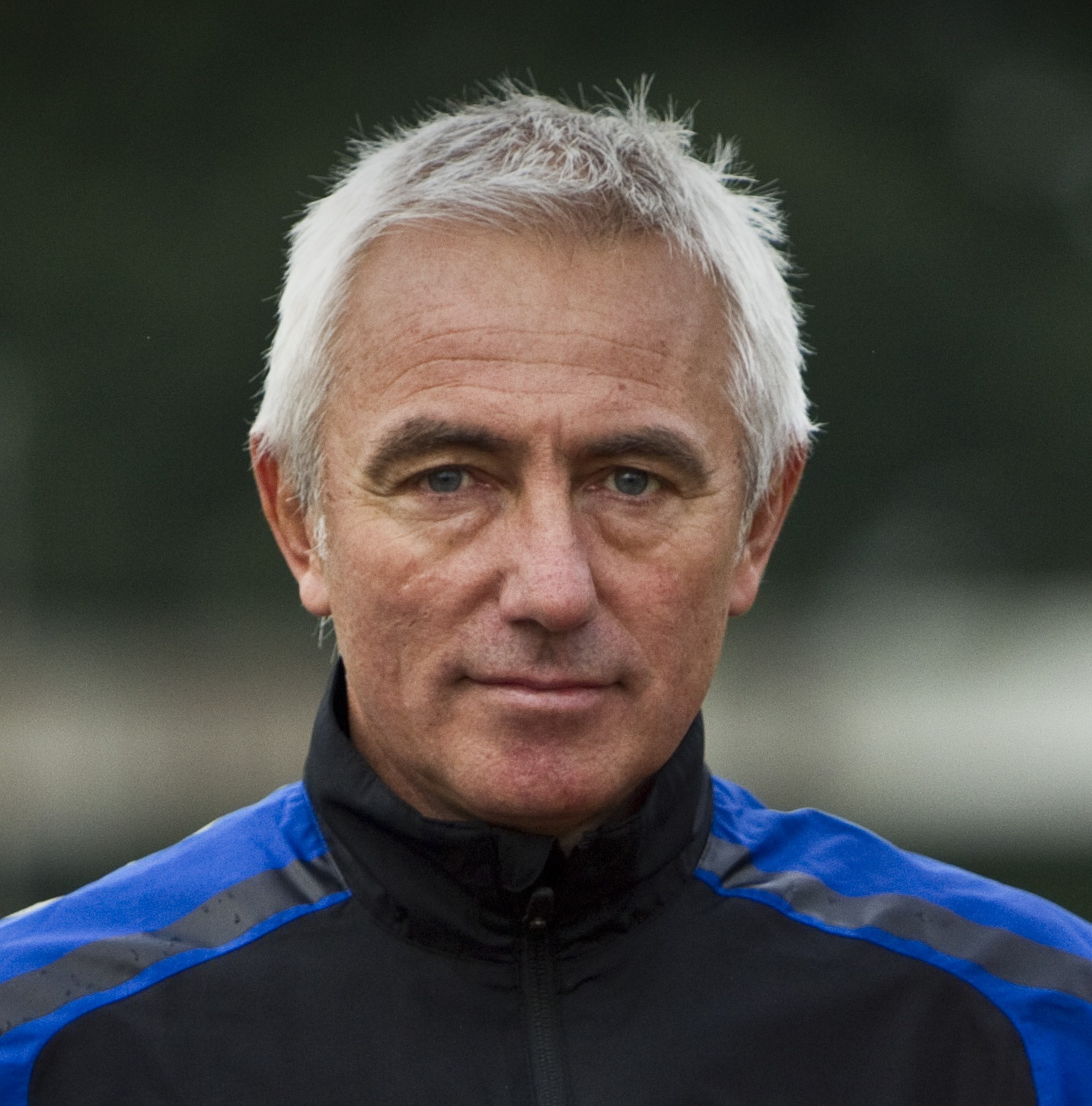
Bert van Marwijk (1952)

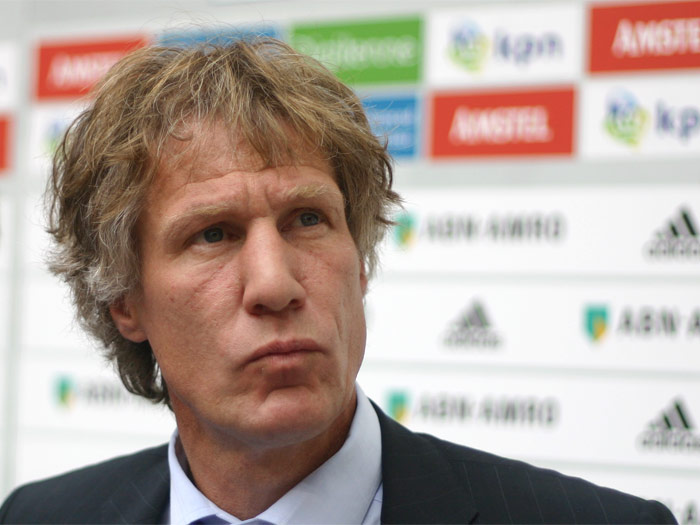
Gertjan Verbeek (1962)

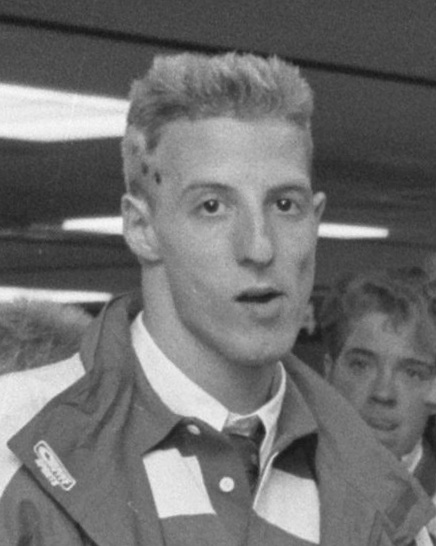
Ron Dekker (1966)

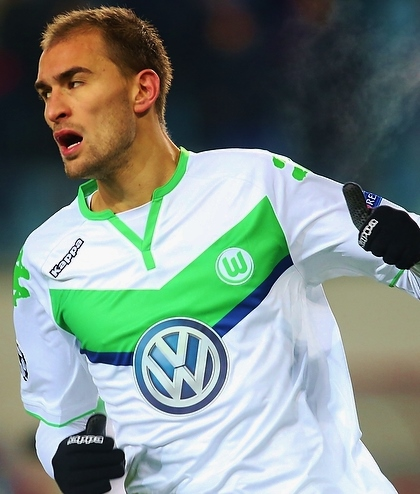
Bas Dost (1989)

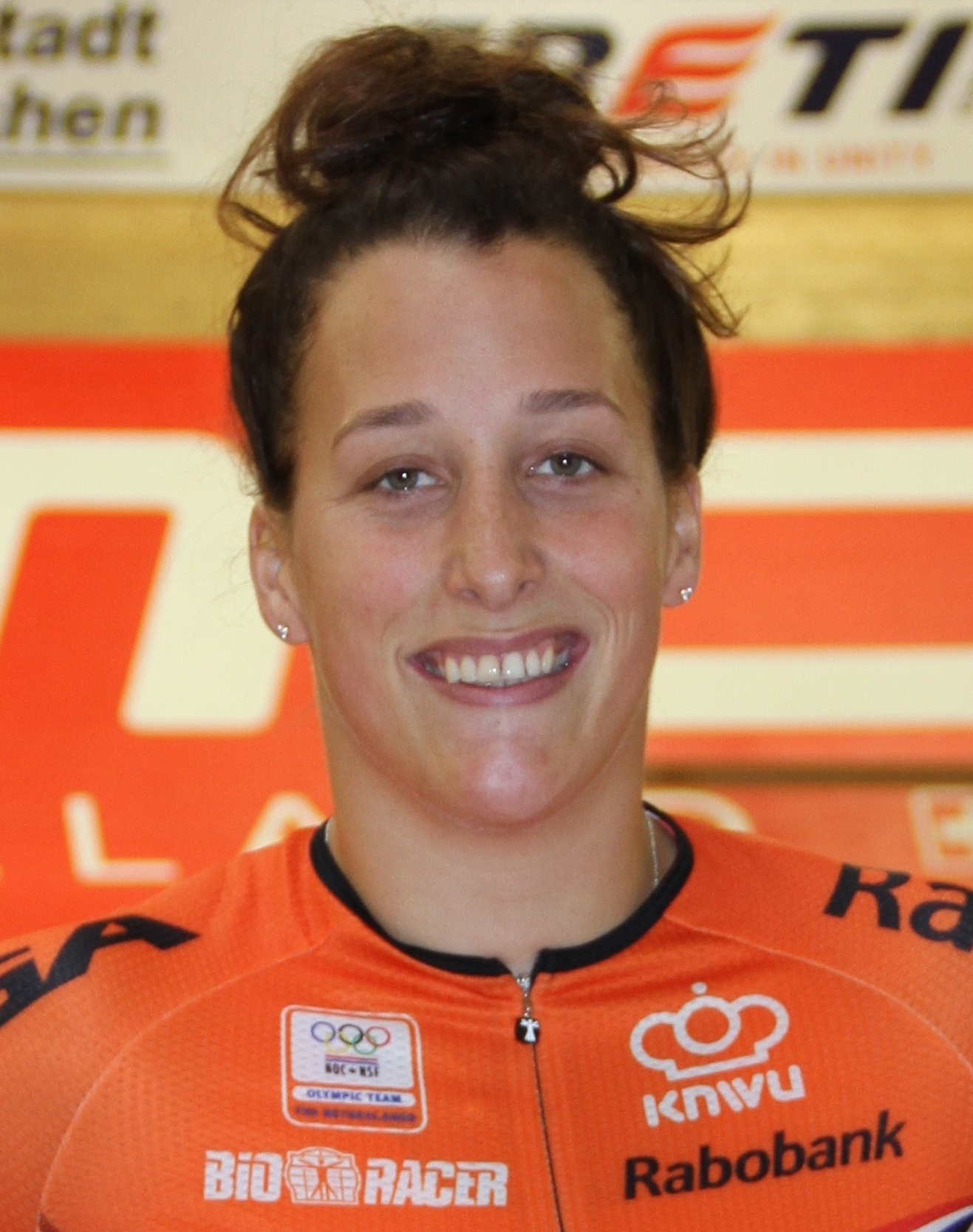
Elis Ligtlee (1994)

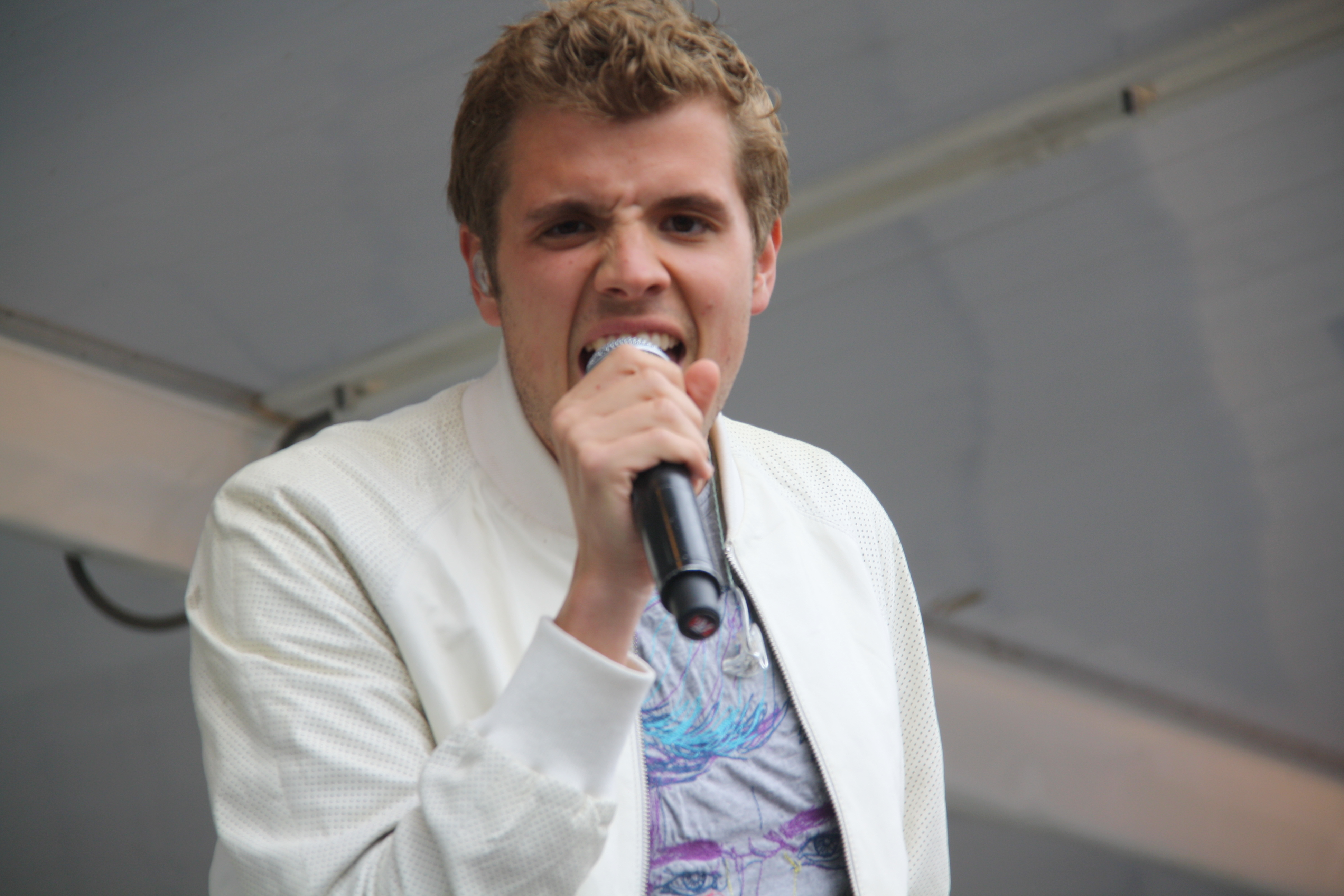
Jaap Reesema (1984)

- Geert Grote (1340-1384), grondlegger Moderne Devotie
- Gerlach Peters (1370-1411), schrijver en mysticus, lid van de Moderne Devotie
- Gozewijn Comhaer (1375-1447), bisschop van Skálholt (IJsland)
- Aleid ter Poorten (1399-1452), conversin in het vrouwenklooster Diepenveen
- Jan van Deutecum (1530-1605), graveur, drukker en uitgever
- Lambert Ludolph Helm (1535-1596), conrector aan de Latijnse School, calvinistisch hoogleraar klassieke talen in Heidelberg, dichter en vertaler
- Hermannus Winhoff (?-1595), rechtsgeleerde
- Everard van Reyd (1550-1602), burgemeester van Arnhem en raadslid van de Friese stadhouder Willem Lodewijk van Nassau-Dillenburg
- Everard van Bronkhorst (1554-1627), rector magnificus van de Universiteit Leiden en rechtsgeleerde
- Matthias Quad (1557-1613), schrijver, geograaf, cartograaf en graveur
- Aegidius Albertinus (1560-1620), schrijver en vertaler tijdens de contrareformatie, secretaris van Maximiliaan I van Beieren
- Jan Pieterszoon Sweelinck (1562-1621), componist
- Philippus Rovenius (1573-1651), apostolisch vicaris van de Hollandse Zending
- Jacobus Revius (1586-1658), predikant en dichter
- Jacob van Steenbach (1590-1624), zeeheld
- Bartholomeus Breenbergh (1598-1657), kunstschilder
- Albert Haelwegh (1621-1673), kopergraveur
- Gesina ter Borch (1631-1690), tekenares en schrijfster
- Johann Adam Reincken (1643-1722), componist, organist, klavecinist, gambaspeler en muziekorganisator
- Jacobus Gronovius (1645-1716), filoloog
- Willem ten Rhijne (1649-1700), arts, botanicus en farmacoloog
- Herman van Suchtelen (1677-1742), gouverneur in Nederlands-Malakka (1717-1727)
- Gerhard Dumbar (1680-1744), bestuurder en historicus
- Dionysius Godefridus van der Keessel (1738-1816), jurist
- Bernardus Bosch (1746-1803), dominee, politicus en dichter
- Gerrit Jan Pijman (1750-1839), militair en politicus
- Johannes van Doelen (1751-1828), burgemeester van Utrecht (1824-1827)
- Jacob Florijn (1751-1818), wiskundige en politicus
- Egbert Jan Greve (1754-1811), oriëntalist en hoogleraar
- Augustijn Gerhard Besier (1756-1829), patriottisch jurist in de Republiek der zeven Verenigde Nederlanden
- Rutger Jan Schimmelpenninck (1761-1825), raadspensionaris
- Hendrik Willem van Marle (1768-1834), politicus
- Frans Adam van der Duyn van Maasdam (1771-1848), officier en kamerheer van de erfprins, de latere koning Willem II
- Arnold Hendrik van Markel Bouwer (1771-1826), politicus
- Ralph Dundas Tindal (1773-1834), generaal
- Martinus van Doorninck (1775–1837), politicus en bestuurder. burgemeester van Deventer (1831-1837)
- Hendrik Abraham IJssel de Schepper (1775-1836), politicus
- Johannes Coenradus Ninaber (1779-1848), officier der genie en Ridder in de Militaire Willems-Orde
- Frederik Allard Ebbinge Wubben (1791-1874), burgemeester en notaris
- Jan Bussemaker (1794-1855), burgemeester
- Carel Hendrik Meijer (1799-1871), officier der artillerie en Ridder in de Militaire Willems-Orde
- Willem Herman Cost Jordens (1799-1875), procureur, rechter en politicus
- Aleida Budde (1800-1852), schilderes
- Jacob Jansen Vredenburg (1802-1865), schilder
- George Isaäc Bruce (1803-1850), politicus
- Albertus Jacobus Duymaer van Twist (1809-1887), politicus; gouverneur-generaal van Nederlands-Indië (1851-1856)
- Gerhard Antony IJssel de Schepper (1810-1868), politicus
- Rudolph Anne van Hoëvell tot Nijenhuis (1810-1888), voorzitter Hoge Raad van Adel
- Willem Jan Knoop (1811-1894), militair en politicus
- Wolter Robert van Hoëvell (1812-1879), koloniaal hervormer en politicus
- Nicolaas Bernhard Donkersloot (1813-1890), psychiater en schrijver
- Gerard Dumbar (1815-1878), politicus
- Carel August Nairac (1815-1883), burgemeester en oprichter van het later naar hem genoemde Museum Nairac
- Lambertus Johannes Bruna (1822-1906), schilder en fotograaf
- Jacobus van Koningsveld (1824-1866), kunstschilder en fotograaf
- Albertus van Delden (1828-1898), politicus
- Engelbert Röntgen (1829-1897), violist en concertmeester
- Jan Derk Huibers (1829-1918), schilder, tekenaar en tekenleraar
- Tjalling Joostes Halbertsma (1829-1894), classicus en hoogleraar
- Thomas Werndly (1830-1868), dichter en schaker
- Eelco Verwijs (1830-1880), taalkundige
- Henriette Frederica Bosscha (1831-1912), onderwijzeres en schrijfster
- Hendrik Rudolph van Marle (1832-1906), bestuurder
- Gerard te Riele (1833-1911), architect
- Wilhelmus Gerhardus van Poorten (1835-1905), houtsnijder en beeldhouwer
- Jac. de Jong (1839-1912), fluitist
- Marius Adrianus Brandts Buys sr. (1840-1911), organist en musicus
- Philippe Willem van der Sleijden (1842-1923), politicus
- Elisabeth van Dedem Lecky (1842-1912)
- Gerrit Beltman (1843-1915), architect
- Hendrik IJssel de Schepper (1844-1909), ondernemer
- Ludwig Felix Brandts Buys (1847-1917), componist, organist en dirigent
- Henri François Robert Brandts Buys (1850-1905), dirigent en componist
- Jan Stoffel (1851-1921), politicus, voorstander van landnationalisatie
- Steven van Groningen (1851-1926), pianist, componist en muziekpedagoog
- Hendrik Nicolaas Cornelis van Tuyll van Serooskerken (1854-1924), burgemeester en bestuurder
- Willem van Vloten (1855-1925), chemicus, mijningenieur en grootgrondbezitter.
- Jacobus Cornelis van Apeldoorn (1856-1932), organist, cellist en muziekonderwijzer
- Frederik Nachtweh (1857-1941), schilder
- Martha van Vloten (1857-1943), letterkundige en vertaler. Een van de drie dochters van de wetenschapper Johannes van Vloten en Elisabeth van Gennep; ze was gehuwd met de schrijver Frederik van Eeden
- Maurits Ernest Houck (1858-1939), streekhistoricus en oprichter Museum De Waag.
- Henri Paul Jules Tutein Nolthenius (1861-1930), burgemeester, adelborst
- Betsy van Vloten (1862-1946), letterkundige. Een van de drie dochters van de wetenschapper Johannes van Vloten en Elisabeth van Gennep; ze was gehuwd met de kunstschilder Willem Witsen
- Carel Hendrik Theodoor Bussemaker (1864-1914), historicus
- Gerlof van Vloten (1866-1903), schrijver, vertaler en redacteur. Een van de vier zonen van de wetenschapper Johannes van Vloten en Elisabeth van Gennep
- Paul Bodifée (1866-1938), kunstschilder en graficus
- Jan van der Lande (1866-1943), ondernemer en politicus
- Wolter te Riele (1867-1937), architect
- Kitty van Vloten (1867-1945), letterkundige. Een van de drie dochters van de wetenschapper Johannes van Vloten en Elisabeth van Gennep; ze was gehuwd met de dichter Albert Verwey
- Henri Marchant (1869-1956), politicus
- Heleen Ankersmit (1869-1944), feministe en politicus
- Charlotte Bronsveld-Vitringa (1871-1933), politica en geestelijke
- Derk Meeles (1872-1958), kunstschilder
- Xeno Münninghoff (1873-1944), schilder, tekenaar, graficus
- Willem Penaat (1875-1957), binnenhuisarchitect en meubelontwerper
- Anna van Otterbeek Bastiaans (1876-1962), zangeres
- David Tomkins (1880-1952), kinderboekenschrijver, illustrator
- Christiaan Hengeveld (1880-1964), musicus en dirigent
- Maria Kronenberg (1881-1970), boekhistoricus en bibliograaf
- David Cohen (1882-1967), classicus en tijdens de Tweede Wereldoorlog een van de twee voorzitters van de Joodse Raad
- Dirk Schuiling (1882-1966), bestuurder en ingenieur
- Gerrit Hendrik Kersten (1882-1948), politicus, theoloog en predikant
- Johannes Lindeboom (1882-1958), theoloog, kerkhistoricus en rector magnificus van de universiteit van Groningen
- Johannes Olav Smit (1883-1972), bisschop van Oslo (Noorwegen
- Willem Voorbeijtel Cannenburg (1883-1978), marineofficier, schrijver en museumdirecteur
- Chris le Roy (1884-1969), schilder en lithograaf
- Hendrik Tilanus (1884-1966), politicus
- Gerard le Heux (1885-1973), militair en olympisch dressuurruiter
- Coen van Veenhuijsen (1886-1977), atleet
- Han Hollander (1886-1943), sportverslaggever
- Josef Cohen (1886-1965), schrijver van romans, novelles, gedichten, toneelstukken en hoorspellen
- Arnold van Rossem (1887-1982), wetenschapper bijzonder hoogleraar rubbertechnologie aan de TU Delft
- Fré Kolkman (1888-1983), voetballer
- Ru Cohen (1889-1945), meubelhandelaar en oprichter van de Deventer Vereniging voor Palestinapioniers
- Han van Meegeren (1889-1947), schilder en meester-vervalser
- Hendrik Willem Stenvers (1889-1973), neuroloog
- Truus Schröder (1889-1985), beeldend kunstenaar
- Willem Gerrit Witteveen (1891-1978), stedenbouwkundige; oprichter van het ingenieursbureau Witteveen+Bos
- Wolter Heukels (1892-1945), verzetsstrijder
- Hendrik Jan Ankersmit (1895-1982), politicus
- Lourens Baas Becking (1895-1963), botanicus en microbioloog
- Albert Jan Feberwee (1896-1977), architect
- Max Nauta (1896-1957), schilder en glazenier
- Antonius Vosman (1896-1967[1]), architect
- Mannus Franken (1899-1953), filmregisseur en documentairemaker
- Nico Blom (1899-1972), politicus
- Gerrit Hulsman (1900-1964), voetballer
- Jan Horstman (1902-1975), politicus
- Jan de Kreek (1903-1988), voetballer
- Jan Halle (1903-1986), voetballer
- Gustaaf Willem Jacobus van der Feltz (1904-1989), burgemeester
- Henk Visser (1917-1991), beeldhouwer en graficus
- Leo Halle (1906-1992), voetballer (keeper)
- Dolf Scheeffer (1907-1966), voetballer
- Willem Schoemaker (1909-1983), bisschop van Purwokerto (Java, Indonesië)
- Toon Krosse (1910-1982), politicus
- Herman Oolbekkink (1911-1944), verzetsstrijder in Nijmegen
- Jan Hendrik van den Berg (1914-2012), arts-psychiater, hoogleraar, cultuurcriticus en auteur
- Willem de Jonge van Ellemeet (1914-2009), vice-admiraal, Commandant der Zeemacht
- Jaap le Poole (1914-1993), politicus
- Bé Dubbe (1919-2016), pianist, arrangeur en componist
- Henri Willem Karel Huyssen van Kattendijke (1919-1994), politicus
- Jan van Herpen (1920-2008), radiomaker en publicist
- Willem Schoemaker (1920-2003), verzetsstrijder
- Jop Goldenbeld (1923-1997), beeldhouwer
- Nico van Hasselt (1924-2018), huisarts en verzetsstrijder
- Niek de Boer (1924-2016), stedenbouwkundige, architect en hoogleraar stedenbouw
- David de Wied (1925-2004), hoogleraar farmacologie
- Berend Jan Udink (1926-2016), minister (Ontwikkelingshulp, Verkeer en Waterstaat), president-directeur van OGEM
- Albert Struik (1926-2006), boekverzamelaar
- Willem Scholten (1927-2005), vicepresident van de Raad van State
- Gerrit Wissink (1928-2010), sociaal geograaf en planoloog; hoogleraar planologie
- Jo Pessink (1928-1998), schilder, beeldhouwer en graficus
- Vital Wilderink (1931-2014), bisschop in Brazilië
- Piet Berkhout (1931-1995), politicus
- Henk Mochel (1932-2016), programmamaker en presentator
- Frits Pouw (1932-2010), politicus
- Ed Berg (1932-2022), bestuurskundige, fiscalist, macro-econoom, wetenschapper en politicus
- Gerard Koopman (1933), voetballer
- M. Kanis (1934-2000), schrijver
- Jules Croiset (1937), acteur
- Derk van der Horst (1939-2022), geschiedkundige
- Stanley Hoogland (1939), fortepianospeler en pianist
- Jan Bruins (1940-1997), motorcoureur en grand-prixwinnaar
- Gerrit Niehaus (1940-2025), voetballer
- Jan van Krieken van Huessen (1942), beeldend kunstenaar
- Joost Hulsenbek (1942), jurist
- Roelof Hendrik Bos (1942), jurist, musicus, schrijver
- Jan Bultman (1942), waterpolospeler en olympiër
- Hans Petrie (1943-2004), historicus
- Carla Bruinenberg (1944), schaakster
- Hans Nieuwenhuis (1944-2015), hoogleraar privaatrecht
- Maya Wildevuur (1944-2023), kunstschilderes
- Hans Dagelet (1945), acteur
- Theo Buijs (1945), voetballer
- Barry Hulshoff (1946-2020), voetballer en voetbalcoach
- Harry Oltheten (1946), auteur en vertaler
- Ineke Lambers-Hacquebard (1946-2014), politica
- Jim ten Boske (1946), componist
- Kitty van Groningen (1946), kunsthistoricus
- Dick Schneider (1948-2025), voetballer
- Jomanda (pseudoniem van Joke Damman) (1948), spiritist/medium
- Marijke Abels (1948), beeldend kunstenares
- Friedrick van Stegeren (1950), diskjockey
- Paul van Tongeren (1950), filosoof en theoloog
- Peter de Bie (1950-2025), journalist, radiopresentator en voice-over
- Friedrick van Stegeren (1950), Italiaans/Nederlands diskjockey bij de Italiaanse radiozender Radio Norba
- Bert van Marwijk (1952), voetballer en voetbaltrainer (bondscoach)
- Guusje ter Horst (1952), oud-minister van Binnenlandse Zaken en oud-burgemeester van Nijmegen
- Inez de Beaufort (1954), hoogleraar gezondheidsethiek
- John Albert Jansen (1954-2024), journalist en filmdocumentairemaker
- Ernst Glerum (1955), bassist en componist
- Pieter Jan Brugge (1955), producent, regisseur en scenarioschrijver
- Gerhard Lentink (1956), beeldhouwer
- Gerrit van Elst (1957), filmregisseur.
- Inge Ipenburg (1957), actrice
- Antoin Scholten (1959), politicus
- Tineke Hidding (1959), atlete en olympiër
- René Temmink (1960), internationaal voetbalscheidsrechter
- Christine Otten (1961), auteur en journalist
- Gertjan van Schoonhoven (1961), schrijver en journalist
- Ton Hooijmaijers (1961), politicus
- Peter Kleine Schaars (1962), componist, muziekpedagoog, dirigent en trombonist
- Gertjan Verbeek (1962), voetballer en voetbaltrainer
- Bouwe Bekking (1963), oceaanzeiler
- Paul Hekkert (1963), hoogleraar vormtheorie aan de faculteit Industrieel Ontwerpen TU Delft
- Almar Otten (1964), thrillerauteur
- René Puthaar (1964), dichter
- Huub Hieltjes (1965), politicus
- Rob Voerman (1966), kunstenaar
- Ron Dekker (1966), zwemmer en olympiër
- Ard de Block (1968), kunstenaar en vormgever
- Arthur Brand (1969), kunsthistoricus
- Alfred Knippenberg (1969), voetballer
- Sjoera Dikkers (1969), politica
- Michael Sijbom (1969), politicus en burgemeester
- Lisette van de Ven (1969), beachvolleyballer
- Dennis Hulshoff (1970), voetballer
- Harry Decheiver (1970), voetballer en voetbaltrainer
- Erik Wevers (1970), rallyrijder en ondernemer
- Jan Michels (1970), voetballer
- Christian Selk (1971), turner
- Paulien Huizinga (1971), tv-presentatrice en voormalig Miss Universe Nederland
- Viktor Brand (1971), presentator
- Arno Coenen (1972), beeldend kunstenaar
- Arjen Grolleman (1972-2010), radio-dj en voice-over
- Mark Slinkman (1973), politicus
- Alexander Selk (1975), turner
- Dennis Demmers (1975), voetbaltrainer
- Robert Feller (1975), radio-dj en voice-over
- Michel van der Horst (1975), darter
- Huri Sahin (1975), politica
- Doeko Berghuis (1976), beeldend kunstenaar
- Hendrik Jan Bökkers (1977), zanger
- Victor Sikora (1978), voetballer
- David Grifhorst (1978), spelshowontwerper, decorontwerper en televisieregisseur
- Resit Schuurman (1979), voetballer
- Talita Angwarmasse (1979), zangeres, danseres en actrice
- Coen Zwollo (1980), voetballer
- Sjors Brugge (1980), voetballer
- Jaman Ypey (1981), zanger
- Koen Brack (1981), voetballer
- Mustafa Aydın (1981), Turks-Duits voetballer
- Ellen Deckwitz (1982), dichteres en Nederlands kampioene poetry slam 2009
- Niels Wellenberg (1982), voetballer
- Robin Velderman (1982), journalist en diskjockey
- Victor Abeln (1984), televisiepersoonlijkheid
- Boaz Meylink (1984), roeier en olympiër
- Louise Korthals (1984), cabaretière en zangeres
- Özcan Akyol (1984), schrijver
- Ceriel Oosthout (1984), voetballer
- Jaap Reesema (1984), zanger
- Linda Hakeboom (1985), tv-presentatrice en regisseuse
- Mariska Kogelman (1987), voetbalster
- Rob Dekay (1987), singer-songwriter
- Halil Çolak (1988), voetballer
- Bas Dost (1989), voetballer
- Glenn Kobussen (1989), voetballer
- Joey Suk (1989), voetballer
- Diego Michiels (1990), voetballer
- Gijs Esders (1992), langebaanschaatser
- Bardo Ellens (1992), youtuber
- Thomas Krol (1992), langebaanschaatser
- Yara Nijboer (1992), handbalster
- Susan Muskee (1993), Nederlands auteur en stemacteur
- Eefje Boons (1994), atlete
- Elis Ligtlee (1994), baanwielrenster en olympisch kampioen
- Elmo Lieftink (1994), voetballer
- Dennis Hettinga (1995), voetballer
- Eser Elmali (1995), voetballer
- Fleur Savelkoel (1995), volleybalster
- Dario Tanda (1995), voetballer
- Derk Telnekes (1995), darter
- Emma Wortelboer (1996), presentatrice
- Paul Sinha (1996), zanger
- Ammar Bozoglu (1997), zanger
- Patrick Maneschijn (1997), voetballer
- Thijs Dekker (1997), voetballer
- Sam Beukema (1998), voetballer
- Emma Oosterwegel (1998), atlete
- Evie van Kerkvoorde (2001), volleybalster
- Nicole van de Vosse (2004), volleybalster
- Mats Egbring (2006), voetballer

## Overleden in Deventer

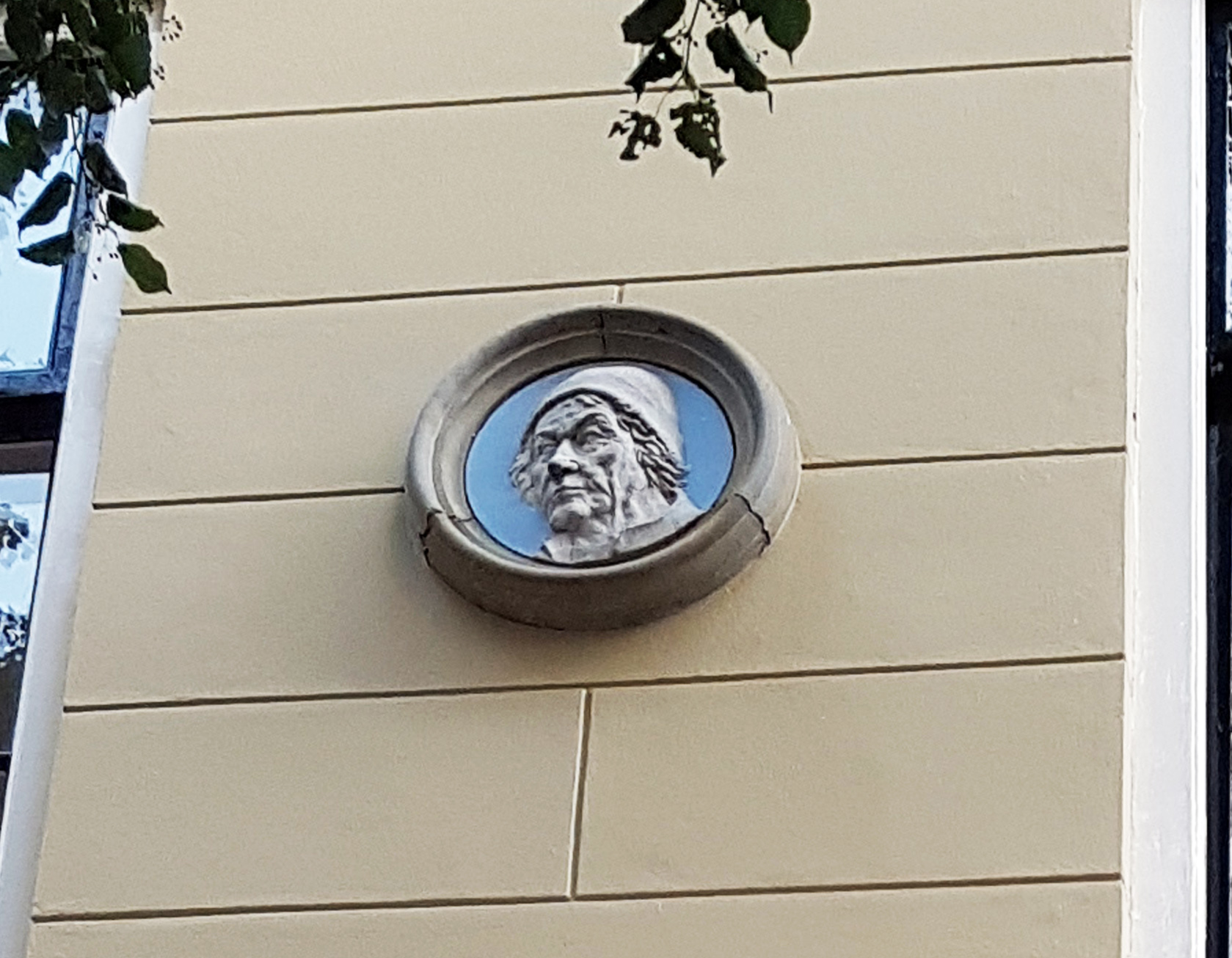
Alexander Hegius

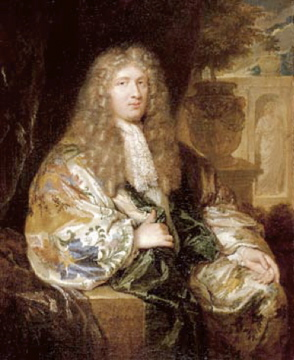
Gisbert Cuper

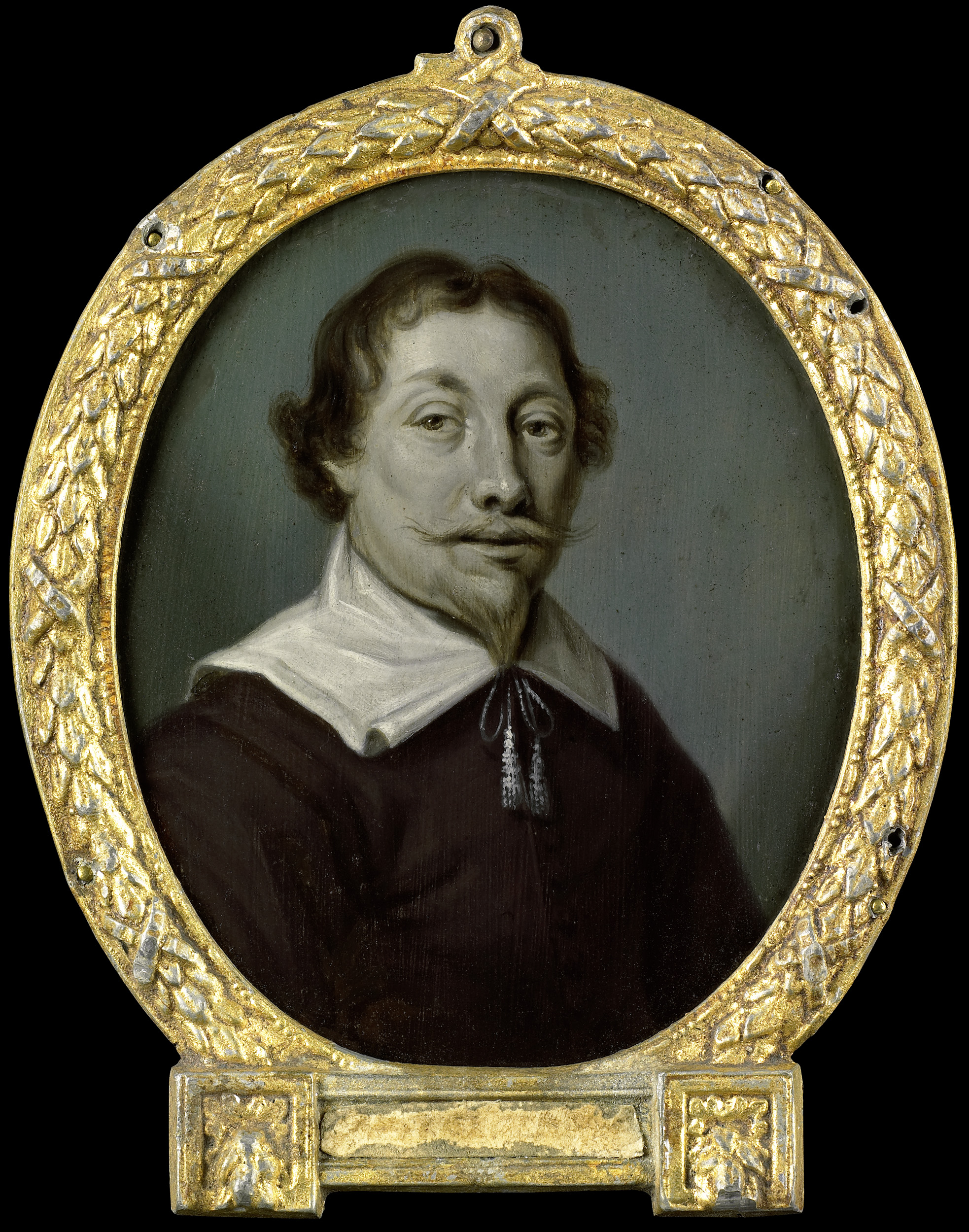
Jan van der Veen

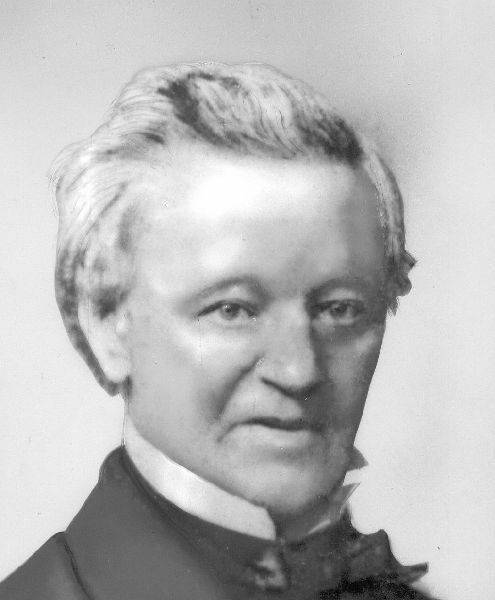
Joost Hiddes Halbertsma

- Lebuïnus (?-773), Angelsaksisch missionaris
- Dirk van Are (?-1212), bisschop van Utrecht (1197-1212)
- Jan van Nassau (?-1309), elect van Utrecht
- Eleonora van Engeland (1318-1355), oudste dochter van koning Eduard II van Engeland en Isabella van Frankrijk
- Johannes Brinckerinck (1359-1419), voortrekker van de beweging der Moderne Devotie
- Alexander Hegius (1439/40-1498), humanist en onderwijshervormer
- Johannes Murmellius (1480-1517), humanist, pedagoog en dichter
- Godfried van Mierlo (1518-1587), bisschop van Deventer (1587)
- Jan van der Veen (1578-1659), dichter
- Caspar Sibelius (1590-1658), predikant
- Pieter van Anraedt (1635-1678), kunstschilder
- Gisbert Cuper (1644-1716), historicus en politicus
- Arnold Moonen (1644-1711), predikant, dichter en taalkundige
- Gerhard Jan Palthe (1681-1767), kunstschilder
- Robert Jasper van der Capellen (1743-1814), politicus en patriot
- Stewart John Bruce (1767-1847), generaal in dienst van de Bataafse Republiek en het Koninkrijk Holland
- Joost Hiddes Halbertsma (1789-1869), schrijver en dominee
- Cornelis Alijander Brandts Buys (1812-1890), dirigent en organist
- Jean Baptiste Buziau (1816-1884), violist.
- Tonco Modderman (1818-1879), predikant
- Jan Willem Hartgerink (1841-1923), ondernemer
- Hermann Anton Bender (1844-1897), leraar
- Johan Wensink (1851-1922), componist en organist
- Assueer Jacob van Nagell (1853-1928), politicus
- Roelof Schuiling (1854-1936), leraar
- Alexander Liernur (1856-1917), schilder
- Jan Johannes Veurman Azn. (1860-1936), burgemeester
- Willy Keuchenius (1865-1960), textielkunstenaar, kunstschilder
- Johannes Knottenbelt (1870-1950), burgemeester
- Herman Visser (1872-1943), filosoof en jurist
- Hetty Broedelet-Henkes (1877-1966), schilderes
- Bernard ten Cate (1879-1964), pianist, organist en componist
- Frederik Willem Reinhard Wttewaall (1880-1959), burgemeester
- Jan Albertus Rispens (1889-1962), schrijver
- Gerard de Kruijff (1890-1968), ruiter en Olympisch kampioen
- Chris van Schagen (1891-1985), schrijver, dichter en graficus
- Cees Wilkeshuis (1896-1982), onderwijzer en schrijver
- Joost de Ruiter (1899-1958), tandarts en politiek activist
- Henri Cox (1899-1979), roeier en olympiër
- Gerard Isaac Lieftinck (1902-1994), hoogleraar aan de Universiteit van Leiden en publicist
- Laurens op ten Noort (1906-1977), NSB'er
- Nico Bolkestein (1910-1993), politicus en bestuurder
- Léon Povel (1911-2013), hoorspel- en televisieregisseur
- Leo van de Putte (1914-2012), hoogleraar stromingsleer aan de TU Delft
- Jaap le Poole (1914-1993), PvdA politicus en verzetsman
- Nicolaas Petrus Kremer (1916-1983), politicus
- Henk Visser (1917-1991), beeldhouwer en graficus
- Jan Brugge (1918-2000), beeldhouwer, schilder, medailleur en tekenleraar
- Jan Ludolph Wentholt (1918-1973), burgemeester
- Eibert Meester (1919-1999), politicus
- Piet Kok (1919-1981), predikant en glazenier
- Hessel Posthuma jr. (1920-2003), politicus
- Henk Talsma (1921-2005), politicus
- Wim Franken (1922-2012), componist, pianist en beiaardier
- Godelieve Maria De Meyer (1923-2001), geschiedkundige
- Ruud van Feggelen (1924-2002), waterpolospeler olympiër
- Joop van der Zwaag (1934-2003), politicus
- Renate Vincken (1943-2013), beeldhouwer en keramist
- Cees van Kooten (1948-2015), voetballer en voetbaltrainer
- Karst Tates (1971-2009), aanslagpleger Aanslag op Koninginnedag 2009
- Liesbeth Migchelsen (1971-2020), voetbalster
- Meta van Beek (1920-2021), ombudsvrouw
- Toos Grol-Overling (1931-2023), pedagoog en politicus
- Hinke Luiten (1955-2024), coupeuse en kunstenares
- Rudolf Spoor (1938-2024), televisieregisseur

## Woonachtig geweest in Deventer

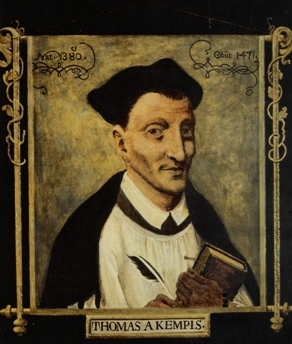
Thomas a Kempis

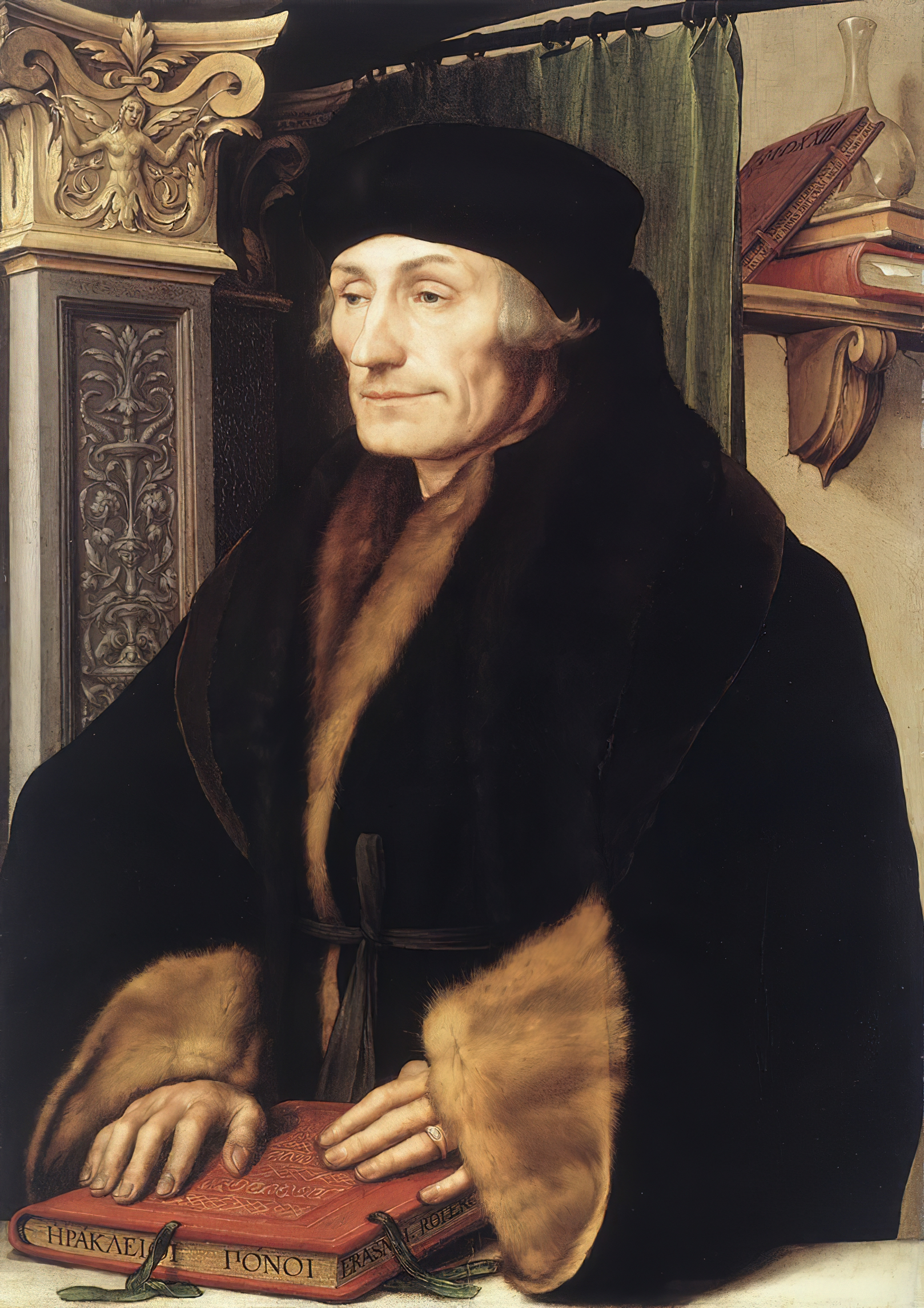
Desiderius Erasmus

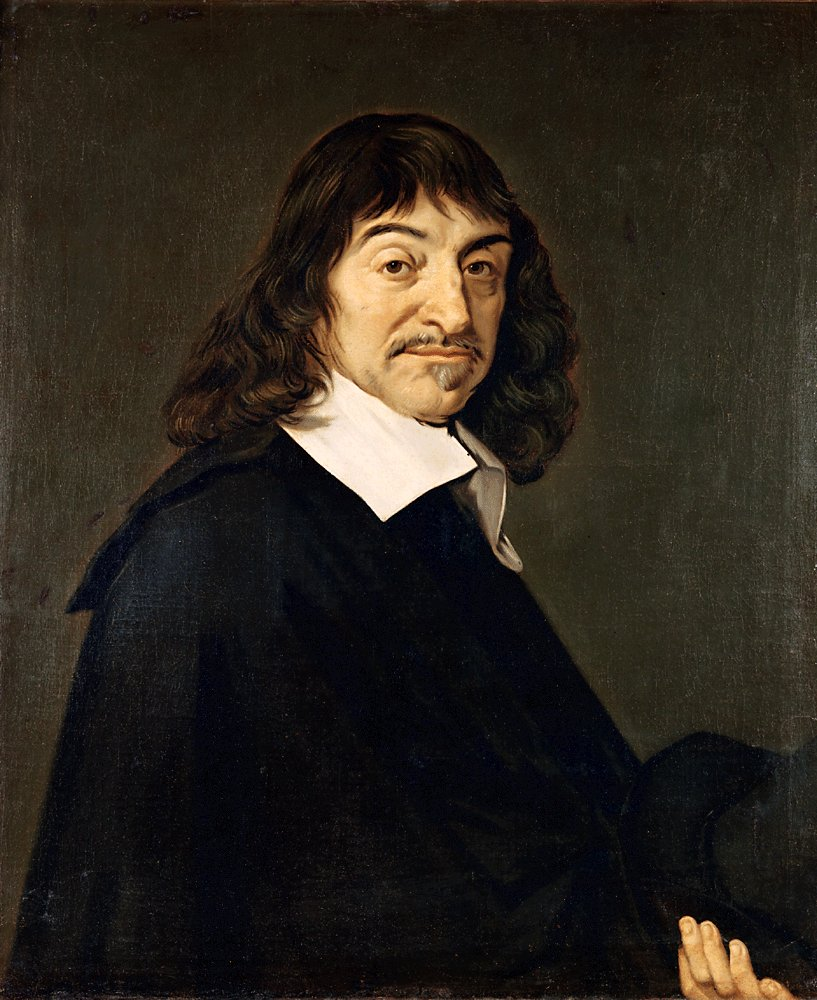
René Descartes

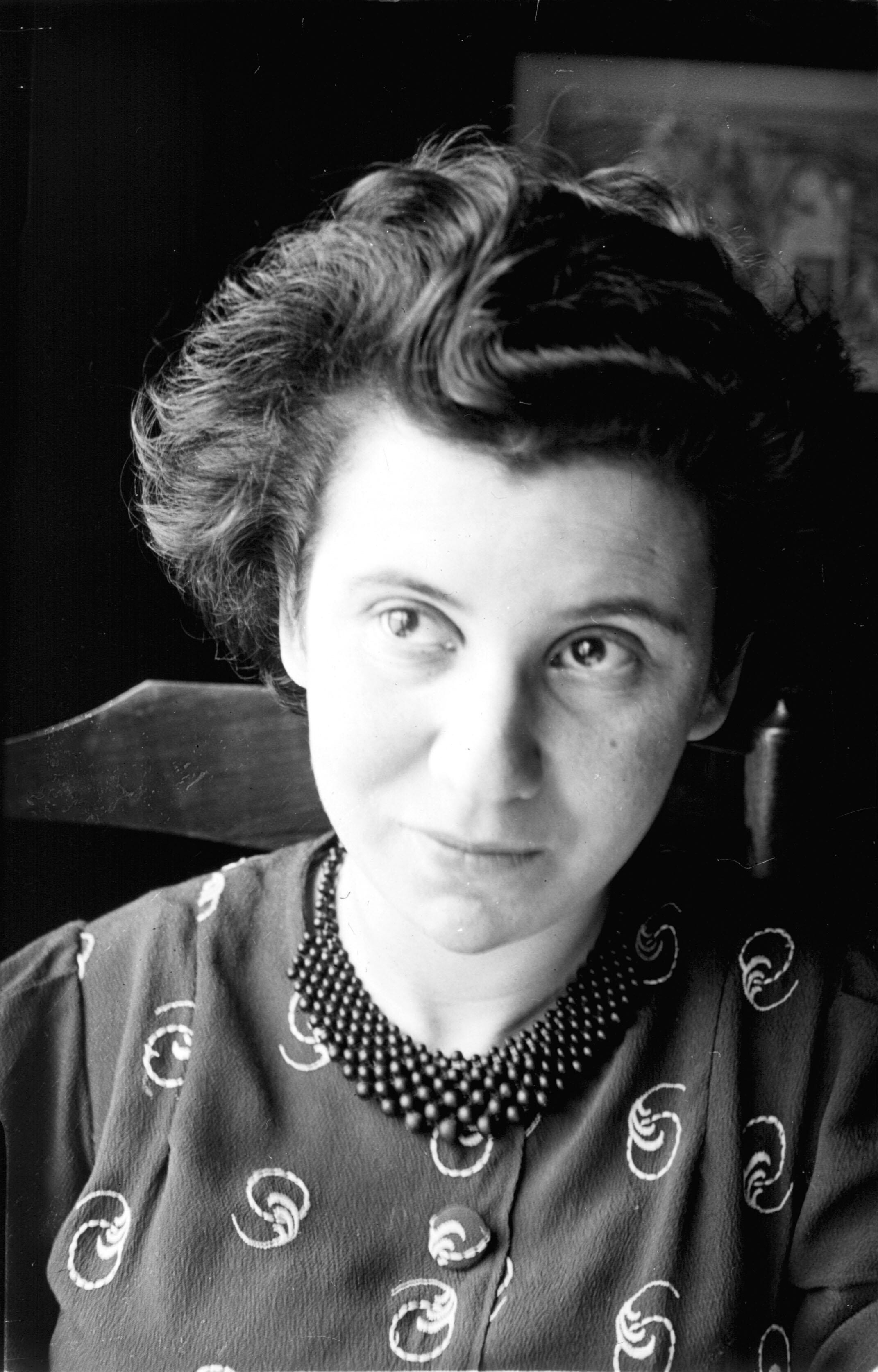
Etty Hillesum

- Liudger, missionaris (ca. 776, 777)[2][3]
- Hunger, bisschop van Utrecht (ca. 854 - ca. 866)[4]
- Alfried, bisschop van Utrecht (actief ca. 866 - ca. 868)[4]
- Odilbald, bisschop van Utrecht (actief ca. 868 - 898)[4]
- Egilbert, bisschop van Utrecht (actief 899)[4]
- Radboud (850-917), bisschop van Utrecht (actief 899-917)[4]
- Balderik (897-975), bisschop van Utrecht (actief 918-975)[4]
- Thomas a Kempis (ca. 1380 – 1471), schrijver en lid van de Moderne Devotie. Hij was student aan de Latijnse school (actief 1393-1399)
- Desiderius Erasmus (ca. 1466 - 1536), priester, augustijner kanunnik, theoloog, filosoof, schrijver en humanist
- Jacob van Deventer (1505-1575), cartograaf
- Aegidius de Monte (1520-1577), bisschop van Deventer (actief 1570-1577)
- Gualterus Sylvanus (1573-1653), rector aan de Latijnse School, schrijver en dichter. Hij schreef de pentameter op de toren van de Lebuinuskerk.
- Hendricus Reneri (1593-1639), hoogleraar filosofie aan het Athenaeum Illustre (actief 1631-1634).[5]
- René Descartes (1596-1650), filosoof en wiskundige. Hij volgde zijn vriend Reneri. Hij schreef hier aan Dioptrique en verwekte een onwettig dochtertje. (Woonachtig 1632-1633)[6][7]
- Johann Friedrich Gronovius (1611-1671), Duits-Nederlands classicus en hoogleraar welsprekendheid en geschiedenis aan het Athenaeum Illustre in Deventer
- Simon Tyssot de Patot (1655-1738), docent Frans en hoogleraar wiskunde, Franse schrijver
- Gijsbertus Martinus Cort Heyligers (1770-1849), generaal der infanterie en Commandeur in de Militaire Willems-Orde
- Jan Striening (1827-1903), tekenleraar en kunstschilder
- Carel Nicolaas Storm van 's Gravesande (1841 – 1924), kunstschilder
- Marthinus Theunis Steyn (1857-1916), president van de Oranje Vrijstaat (1896-1902). In Deventer studeerde hij aan het gymnasium.
- Mattheus Bernard Hoogeveen (1862-1941), introduceerde het Leesplankje van Hoogeveen in zijn tijd als schoolhoofd in Deventer
- Albertus Constant van der Feltz (1871-1952), advocaat en burgemeester
- Louis Constant Westenenk (1872-1930), diplomaat, taalkundige
- Madelon Székely-Lulofs (1899-1958), schrijfster
- Etty Hillesum (1914-1943), Joods nazislachtoffer, dagboekschrijfster

## Bekende inwoners van de dorpen in de gemeente Deventer
- Bekende inwoners van Bathmen
- Bekende inwoners van Colmschate
- Bekende inwoners van Diepenveen
- Bekende inwoners van Lettele
- Bekende inwoners van Okkenbroek
- Bekende inwoners van Schalkhaar